# Freya Ridings
Freya Olivia Rose Ridings (Londra, 19 aprile 1994) è una cantautrice britannica.

## Biografia
Freya Ridings è cresciuta nel quartiere di Palmers Green nella parte settentrionale della capitale britannica. Suo padre è l'attore e musicista Richard Ridings, che l'ha avvicinata al mondo della musica facendole imparare a suonare la chitarra. Ha frequentato la St Christopher School a Letchworth Garden City, per poi passare alla BRIT School all'età di 16 anni.
Nel corso del 2017 è stata in tournée come artista di supporto per i Tears for Fears, Tash Sultana e Lewis Capaldi. Il singolo che ha lanciato la sua carriera, Lost Without You, è stato pubblicato a novembre dello stesso anno. Il brano ha ottenuto notorietà dopo che è stato utilizzato per il reality show Love Island a luglio 2018 e dopo che è stato scelto come canzone della settimana da Scott Mills per il suo programma radiofonico su BBC Radio 1 il mese successivo. Ha raggiunto il 9º posto nella classifica britannica e il 16º in quella irlandese, ottenendo un disco di platino nel Regno Unito per le oltre 600 000 copie vendute. Il suo album in studio di debutto eponimo è uscito il 19 luglio 2019.
Fra 2019 e 2020 l'artista ha eseguito un tour da headliner esibendosi in Regno Unito, Europa e Australia. Nel 2022 si è esibita durante la celebrazione del centenario dalla fondazione del Torneo di Wimbledon. Nei primi mesi del 2023 ha pubblicato i singoli Weekends, Face in the Crowd e Can I Jump. Il suo secondo album in studio Blood Orange è stato pubblicato il 28 aprile 2023.

## Discografia

### Album in studio
- 2019 – Freya Ridings
- 2023 – Blood Orange

### Album dal vivo
- 2017 – Live at St Pancras Old Church
- 2018 – Live at Omeara

### EP
- 2019 – You Mean the World to Me

### Singoli
- 2017 – Blackout
- 2017 – Maps
- 2017 – Lost Without You
- 2018 – Ultraviolet
- 2018 – Waking Up (con M.J. Cole)
- 2019 – You Mean the World to Me
- 2019 – Castles
- 2019 – Love Is Fire
- 2023 – Weekends
- 2023 – Face in the Crowd
- 2023 – Can I Jump